# Billie Moore
Pour les articles homonymes, voir Moore.
Billie Moore, née le 5 mai 1943 à Humansville (États-Unis) et morte le 15 décembre 2022 à Fullerton en Californie,, est une ancienne entraîneuse américaine de basket-ball.

## Palmarès
Entraîneuse
- Finaliste des Jeux olympiques 1976
- Intronisée au Basketball Hall of Fame en 1999
- Intronisée au Women's Basketball Hall of Fame en 1999